# 对海国
对海国是中国史书中记载的倭国诸岛中的一个岛国。《魏志倭人传》中不同版本对其名称的记载也有所不同：现存最早的版本“绍熙本”中记作“對海國”，而“绍兴本”则记作“對馬國”，因此有人认为《魏志倭人传》记载错误。
对海国的主官称为“卑狗”，副官称为“卑奴母离”。所居之地为孤绝海岛，方圆约400余里，地势多山险峻，林木茂密，道路如同禽兽行走的小径。有1000余户人家，没有良田，以海产为食，驾船往来于南北各地购粮维生；从狗邪韩国渡海1000余里，可以抵达对海国；从对海国向南渡过“瀚海”1000余里，可以抵达一支国。
一般认为，对海国就是位于对马岛上的对马国。